# Carbure de tantale-hafnium
Le carbure de tantale-hafnium est un composé chimique  réfractaire de formule brute TaxHf1-xCy, que l'on peut considérer comme une solution solide de carbure de tantale et de carbure d'hafnium. Individuellement, ces deux carbures ont des températures de fusion parmi les plus élevées des composés binaires, 3 983 °C et 3 928 °C respectivement,, et leur "alliage", de composition Ta4HfC5 est censé avoir un point de fusion de 4 215 °C. Cette valeur a été publiée en 1930 et décrite dans l’Encyclopædia Britannica comme la température de fusion la plus élevée connue. Cette affirmation a été reproduite dans l'Encyclopædia Britannica, au moins jusqu'en 1995, et, depuis environ 1998, a été changée en « l'une des plus élevées connues »,. Une étude de 2016 étudiant expérimentalement les températures de fusion dans le diagramme binaire HfC-TaC montre que les solutions solides présentent des températures de fusion plus faibles que celle du HfC0,98 mesurée à 3959 °C +/- 84, y compris pour la solution solide Ta4HfC5 (3905 °C +/- 82) .
Très peu de techniques de mesure de la température de fusion du carbure de tantale-hafnium ont été publiées — s'il y en a jamais eues — en raison d'évidentes difficultés expérimentales de mesure à ces températures extrêmes. Une étude de 1965 portant sur les solutions solides de TaC-HfC dans un intervalle de températures de 2 225 à 2 275 °C a identifié un minimum dans la vitesse de vaporisation et, par conséquent, un maximum de stabilité thermique pour le composé de formule chimique Ta4HfC5. 
Cette vitesse de vaporisation, comparable à celle du tungstène, est peu dépendante de la densité initiale des échantillons obtenus par frittage de mélange pulvérulent de TaC-HfC également portés de 2 225 à 2 275 °C. Une autre étude a montré que Ta4HfC5 avait la vitesse d'oxydation la plus faible parmi les solutions solides de carbure de tantale-hafnium. Une poudre de Ta4HfC5 a été produite industriellement par la compagnie Goodfellow, avec des grains de 45 μm au prix de 9 540 dollars par kilogramme (pour une pureté de 99,0 %).
Les carbures de tantale et d'hafnium ont une structure cristalline de type cubique à faces centrées. Ils présentent généralement un déficit en carbone et ont des formules statistiques  TaCx et HfCx, avec x = 0,7 à 1,0 pour Ta et x = 0,56 à 1,0 pour Hf. La même structure est aussi observée pour au moins quelques-unes de leurs solutions solides. Leur masse volumique, obtenue par diffraction aux rayons X, est de 13,6 g·cm-3 pour Ta0,5Hf0,5C,.
Une structure de type NiAs hexagonal (groupe d'espace P63/mmc, No. 194, symbole de Pearson hP4) avec une masse volumique de 14,76 g·cm-3 a été déterminée pour Ta0,9Hf0,1C0,5.